# Khünština
Khünština je jazyk thajského kmene Khünů, kterým se mluví především v Myanmaru (okolí města Kengtung, ve východní části země), dále také v severním Thajsku (provincie Chiang Rai), v malé části Laosu a v jižní Číně (provincie Jün-nan, okresy Menglian Dai, Ximeng Va a Lincang).

## Písmo
Používá se jak thajské písmo tak písmo Tai Tham, které používají ještě dva další jazyky z této oblasti (severní thajština a tai lü). Toto písmo je podobné thajskému písmu.

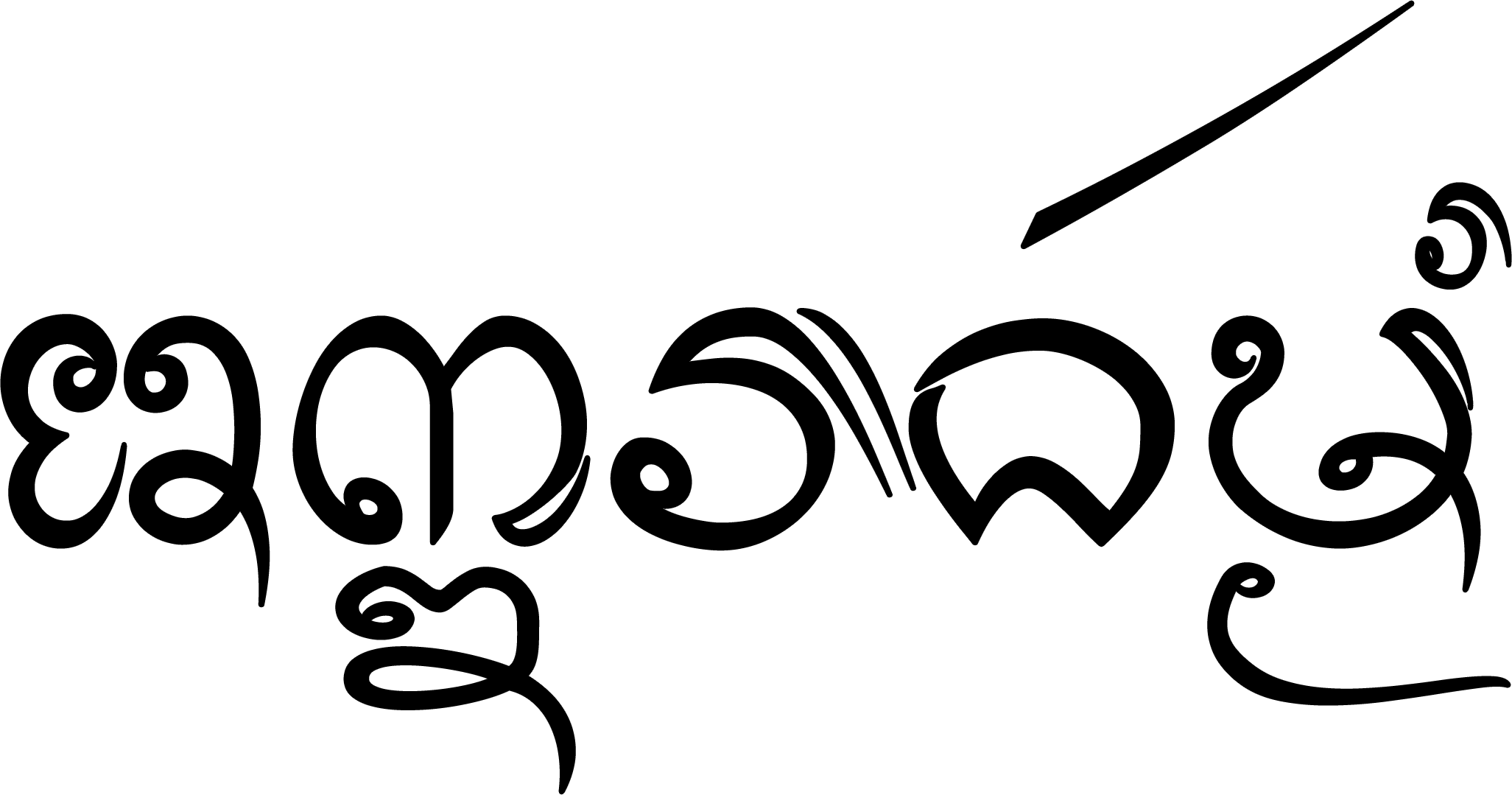
Písmo Tai Tham

Toto písmo se vyvinulo z monského písma, které vychází z písma Bráhmí, ze kterého se vyvinula většina písem Indie a jihovýchodní Asie.